# Есино
Есино (на руски: Есино) е село в Ногински район, Московска област, Русия. Населението му през 2010 година е 302 души. Новосовихинско шосе преминава през Есино. Климатът в Есино е умереноконтинентален (Dfb по Кьопен) с горещо и сравнително влажно лято и дълга студена зима.